# Nubierspecht
Der Nubierspecht (Campethera nubica) ist eine Vogelart aus der Familie der Spechte (Picidae). Das Verbreitungsgebiet der Art umfasst große Teile Ostafrikas. Der Nubierspecht bewohnt trockene, offene oder halboffene baumbestandene Habitate wie trockeneres Buschland, buschreiches Grasland, Waldstreifen an Gewässerrändern und offenes Waldland. Die eher in der unteren Baumschicht und meist an Stämmen und größeren Ästen gesuchte Nahrung besteht fast ausschließlich aus Ameisen, daneben werden auch Termiten, andere Insekten und Spinnen gefressen.
Die Art ist recht häufig bis häufig. Offensichtliche Gefährdungsfaktoren sind derzeit nicht erkennbar und der Bestand ist vermutlich stabil, der Nubierspecht wird von der IUCN daher als ungefährdet („least concern“) eingestuft.

## Beschreibung
Nubierspechte sind kleine Spechte mit mittellangem, fast geradem und an der Basis breitem Schnabel. Die Körperlänge beträgt etwa 23 cm, das Gewicht 46–71 g; sie sind damit etwa so groß wie ein Buntspecht, aber deutlich leichter. Die Art zeigt bezüglich der Färbung einen deutlichen Geschlechtsdimorphismus.
Bei Männchen der Nominatform ist die Oberseite einschließlich Bürzel und Oberflügeldecken auf olivbraunem Grund kräftig weiß und gelb gebändert. Auf dem Rücken ist die Bänderung unregelmäßiger und tendiert mehr zu einer Fleckung. Die Schwingen sind dunkelbraun mit gelben oder weißen Binden. Die Schwanzoberseite ist deutlich kontrastierend braun und gelb quergebändert. Die Grundfarbe der Rumpfunterseite ist beigeweiß oder gelblich weiß, auf diesem Grund zeigen Brust und obere Flanken eine kräftige schwarze Fleckung, die an den unteren Flanken eher bindenartig wird, während die Unterschwanzdecken nur fein gepunktet sind. Die Unterflügel sind braun und gelb gebändert, gelegentlich auch einfarbig gelb. Die Unterseite der Steuerfedern ist wie die Oberseite braun und gelb quergebändert, aber die braunen Binden sind weniger kräftig und daher weniger kontrastierend.
Stirn, Oberkopf und Nacken sind rot, die Zügelregion und der Überaugenstreif weiß. Die Ohrdecken sind weiß, im hinteren Bereich schwach dunkel gestrichelt. Ein breiter schwarz-weiß gestrichelter Augenstreif reicht vom vorderen Augenrand bis zum Hinterrand der Ohrdecken. Der ebenfalls breite rote Bartstreif ist mit schwarzen Federn durchsetzt und zieht sich von der Schnabelbasis bis unter die Ohrdecken. Nacken, Halsseiten und Kehle sind auf weißem Grund kräftig schwarz gefleckt, das Kinn ist beige-weißlich und nur gelegentlich schwach schwarz gefleckt. Weibchen haben eine schwarze Stirn und einen ebenso gefärbten vorderen Oberkopf mit weißen Flecken; die rote Partie ist auf den hinteren Oberkopf und den Nacken beschränkt. Der Bartstreif ist schwarz mit dichter weißer Fleckung.

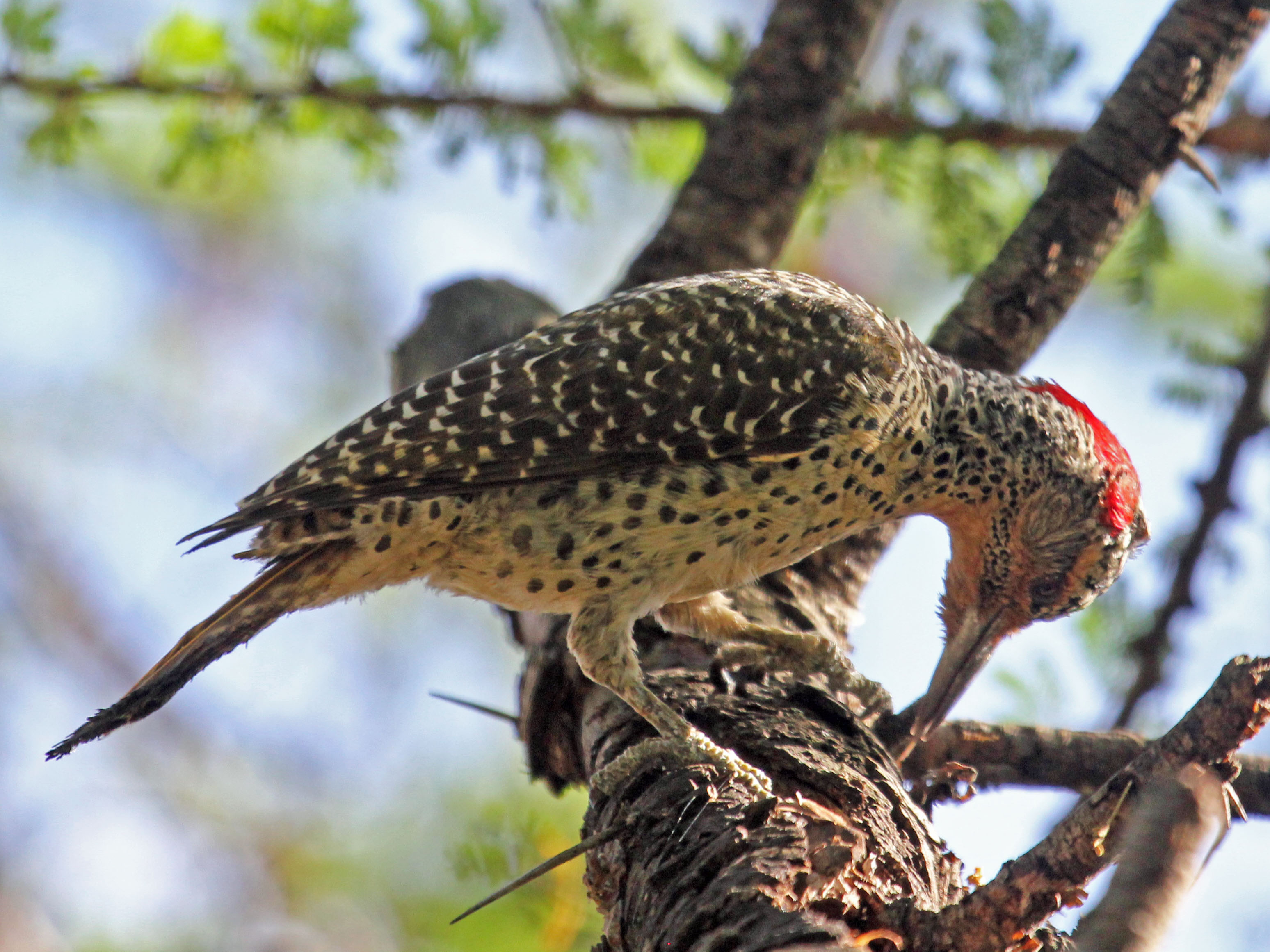
Nubierspecht, Weibchen

Der Schnabel ist grau bis dunkel hornfarben mit schwarzer Spitze. Die Beine und Zehen sind grau mit einem Olivton. Die Iris ist bei adulten Vögeln rot bis rosa, im Jugendkleid grau bis graubraun. Der Augenring ist grau.

## Lautäußerungen
Häufigster Ruf ist ein schrilles, metallisches, ansteigendes „weee-weee-weee....kweek“, das am Ende abstirbt. Die Paarpartner halten mit diesem Ruf Kontakt zueinander und antworten jeweils sofort auf den Ruf des Partners. Bei Begegnungen mit Artgenossen werden verschiedene leise Rufe wie „kwick“ oder „kweek“ geäußert.

## Verbreitung und Lebensraum
Das Verbreitungsgebiet der Art umfasst große Teile Ostafrikas. Das Areal reicht in West-Ost-Richtung vom mittleren Westen des Sudan bis in den Nordosten Somalias, in Nord-Süd-Richtung vom Nordosten Sudans bis in das mittlere und südwestliche Tansania. Die Größe des Gesamtverbreitungsgebietes wird auf 3,55 Mio. km² geschätzt.
Nubierspechte bewohnen trockene, offene oder halboffene baumbestandene Habitate wie trockeneres Buschland, buschreiches Grasland, Waldstreifen an Gewässerrändern und offenes Waldland. Die Tiere kommen in Äthiopien bis in 1800 m Höhe vor, im übrigen Ostafrika vom Flachland bis in 2300 m Höhe. Im Ruwenzori-Gebirge bleibt die Art jedoch unterhalb 1550 m Höhe.

## Systematik
Winkler et al. erkennen zwei Unterarten an, die wenig differenziert sind. Zudem zeigt die Nominatform eine offenbar habitatbedingte Variabilität:
- Campethera n. nubica   (Boddaert, 1783) – Größter Teil des Verbreitungsgebietes. Die Unterart ist oben beschrieben. Im gesamten Areal sind Populationen in höher gelegenen Gebieten oberseits dunkler und unterseits stärker gefleckt, Populationen in trockenen Niederungen ähneln in der Färbung hingegen extrem der folgenden Unterart und sind unterseits weniger stark gefleckt. Auch die Kinnzeichnung variiert etwas; das Kinn ist bei manchen Individuen schwach gefleckt, insbesondere bei Tieren in Äthiopien.

- Campethera n. pallida  (Sharpe, 1902)  – Süden Somalias. Etwas kleiner als Nominatform, Oberseite heller, Unterseite weniger stark gefleckt.

Nach Winkler et al. bildet der Nubierspecht eine Superspezies mit dem Pünktchenspecht (C. punctuligera), dem Bennettspecht (C. bennettii) und dem Reichenowspecht (C. scriptoricauda).

## Lebensweise
Nubierspechte werden meist einzeln bzw. als Paare mit Rufkontakt angetroffen. Die Nahrung wird eher in der unteren Baumschicht und meist an Stämmen und größeren Ästen gesucht, gelegentlich auch auf dem Boden. Sie besteht fast ausschließlich aus Ameisen, daneben werden auch Termiten, andere Insekten und Spinnen gefressen. Die Beute und wird wohl vor allem durch Ablesen und Hacken erlangt, Nubierspechte suchen dabei vor allem Rindenrisse, Stubben und ähnliches ab.
Die Fortpflanzung erfolgt in oder kurz nach der Haupt-Regenzeit. Bruten wurden in Äthiopien von November bis März beobachtet, in Somalia im Januar und Februar, in Uganda im Juni und Juli und in der Demokratischen Republik Kongo im Februar. Die Höhle wird jedes Jahr neu gebaut und in einem verrottenden Baumstumpf, einem Zaunpfahl oder im Stamm eines Baumes oder einer Palme angelegt. Häufig wird der Höhlenbau an einer bereits vorhandenen natürlichen Höhlung begonnen. Die Gelege umfassen zwei bis drei, selten bis fünf Eier. Beide Geschlechter brüten, das Männchen ruht nachts in dieser Zeit mit in der Höhle. Auch füttern beide Partner die Jungen. Nach dem Ausfliegen werden die Jungvögel nach Geschlechtern getrennt vom jeweils gleichgeschlechtlichen Elternvogel geführt. Die Bruten werden von zwei Arten der Honiganzeiger, dem Nasenstreif-Honiganzeiger (Indicator minor) und dem Strichelstirn-Honiganzeiger (Indicator variegatus) parasitiert.

## Bestand und Gefährdung
Angaben zur Größe des Weltbestandes sind nicht verfügbar. Die Art ist recht häufig bis häufig. Offensichtliche Gefährdungsfaktoren sind derzeit nicht erkennbar und der Bestand ist vermutlich stabil, der Nubierspecht wird von der IUCN daher als ungefährdet („least concern“) eingestuft.